# Marko Kranjec (bibliotekar)
Marko Kranjec, slovenski slavist, bibliotekar, bibliograf * 22. april 1930, Ljubljana, † 2021.

## Življenjepis
Marko Kranjec je osnovno šolo in kasneje klasično gimnazijo obiskoval v Ljubljani. Leta 1949 se je vpisal na filozofsko fakulteto, kjer je študiral slovenski jezik in književnost. Med študijem ga je najbolj zanimalo jezikoslovje, zato je bil nekaj časa pomožni asistent pri stolici za slovensko opisno slovnico, pravopis in pravorečje. Delal pa je tudi v knjižnici Inštituta za slovansko filologijo, kjer se je spomladi leta 1957, ko je diplomiral iz slavistike, tudi zaposlil. Tu je kot vodja deloval vse do upokojitve leta 1996.
Uvedel je enoten knjižnični red za vse knjižnice na filozofski fakulteti, normative za zaposlovanje knjižničnih delavcev, enoten izposojevalni obrazec ter centralni katalog periodike. Knjižnico je preoblikoval v sodoben knjižnično-informacijski center za področje slovenistike in slavistike  in zakladnico knjižničnega gradiva tako za domače sloveniste in slaviste kot tudi za tujce.
Skrbel je tudi za finančna sredstva, ki jih je knjižnica pridobivala od matičnega oddelka, in nabavljal potrebno knjižnično gradivo. Bil je mentor dvema bibliotekarkama in mnogim študentom tretjega letnika bibliotekarstva, ki so v slavistični knjižnici opravljali obvezno prakso. Ko sta se oddelek in knjižnica selila v nove prostore na Aškerčevi, je sodeloval pri selitvi knjižničnega gradiva in pri izbiri opreme knjižničnih prostorov. Uvedel je tudi sodobni AIK (abecedni imenski katalog), stvarni in geselski katalog. Aktivno se je vključil (v 90. letih) tudi v slovenski vzajemni katalog COBISS/OPAC. Leta 1972 je postal vodja Knjižničnega odbora in kasneje Knjižnične komisije.
Veliko je prispeval na področju slovenske bibliografije.
Veliko je tudi prevajal, predvsem iz poljščine in drugih slovanskih jezikov.

## Nazivi[1]
- 1961: opravil bibliografski izpit
- 1970: dosegel naziv višji bibliotekar
- 1975: prejel naziv višji bibliotekar specialist
- 1992: prejel naziv bibliotekarski svetovalec

## Nagrade[1]
- 1983: Čopova diploma (prejel jo je za aktivno sodelovanje v društvu bibliotekarjev, za strokovno in organizacijsko delo pri razvoju knjižničarstva na Filozofski fakulteti ter za bibliografsko publicistično dejavnost doma in v tujini)
- 1989: Priznanje Filozofske fakultete